# Erich Ziebarth
Erich Gustav Ludwig Ziebarth (* 31. Dezember 1868 in Frankfurt (Oder); † 21. Oktober 1944 in Dettelbach) war ein deutscher Althistoriker.

## Leben
Der älteste Sohn des Juristen Karl Ziebarth und seiner Ehefrau Luise, geb. Hertzberg, wuchs in Göttingen auf und studierte an der Universität Göttingen, wo er 1892 bei Ulrich von Wilamowitz-Moellendorff promoviert wurde. Während seines Studiums wurde er Mitglied der StMV Blaue Sänger Göttingen. Ab 1894 war er im Schuldienst in Göttingen und Goslar tätig, ab 1899 am Hamburger Johanneum und dann vom 1. April 1900 bis zum 30. März 1919 als Lehrer am Hamburger Wilhelm-Gymnasium. Er wurde 1919 bei der Gründung der Universität Hamburg erster Inhaber des Lehrstuhls für Alte Geschichte. Diese Professur behielt er bis zu seiner Emeritierung im September 1936. Im November 1933 unterzeichnete er das Bekenntnis der deutschen Professoren zu Adolf Hitler. Nach den Luftangriffen auf Hamburg zog er nach Dettelbach am Main, wo er ein Jahr später starb.
In seiner Forschung beschäftigte er sich vor allem mit dem griechischen Rechtsgeschichte, Schul- und Vereinswesen, der Geschichte von Handel und Wirtschaft und der griechischen Epigraphik.

## Veröffentlichungen (Auswahl)
Monographien
- De iureiurando in iure Graeco questiones. Dissertation Göttingen 1892.
- Das griechische Vereinswesen. Hirzel, Leipzig 1896.
- Kulturbilder aus griechischen Städten. Teubner, Leipzig 1907.
- mit Josef Kohler: Das Stadtrecht von Gortyn und seine Beziehungen zum gemeingriechischen Rechte. Vandenhoeck & Ruprecht, Göttingen 1912.
- Inscriptiones Graecae XII: Inscriptiones insularum maris Aegaei praeter Delum. Fasciculus nonus: Inscriptiones Euboeae insulae. Reimer, Berlin 1915.
- Beiträge zur Geschichte des Seeraubs und Seehandels im alten Griechenland. Friederichsen/de Gruyter, Hamburg 1929.
- Der griechische Kaufmann im Altertum. Heimeran, München 1934 (Digitalisat).
- Zypern. Griechen unter britischer Gewalt. Junker und Dünnhaupt, Berlin 1940.

Herausgeberschaften
- Aus der antiken Schule. Sammlung griechischer Texte auf Papyrus, Holztafeln, Ostraka. Marcus und Weber, Bonn 1910.
- mit Johannes Geffcken: Friedrich Lübkers Reallexikon des klassischen Altertums. 8. vollst. umgearb. Auflage. Teubner, Leipzig 1914.